# 콜롬비아부드러운털가시쥐
콜롬비아부드러운털가시쥐 또는 나무부드러운털가시쥐(Diplomys caniceps)는 가시쥐과에 속하는 남아메리카 설치류이다. 콜롬비아와 에콰도르에서 발견된다. 자연 서식지는 아열대 또는 열대 기후 지역의 습윤 저지대 숲이다.